# Бакун, Константин Анатольевич
Константин Анатольевич Бакун (укр. Костянтин Анатолійович Бакун; 15 марта 1985, Донецк) — украинский и российский волейболист, диагональный нападающий, мастер спорта Украины.

## Спортивная биография
Константин Бакун начинал заниматься волейболом в возрасте 10 лет в Донецке под руководством тренера Валентины Белянской. С 16 лет играл в чемпионате Украины за макеевское «Зарево», а в 2004 году получил приглашение от одного из сильнейших коллективов страны — черкасского «Азота-Спартака». С этой командой Константин за три сезона завоевал полный комплект наград национального чемпионата и дважды становился финалистом Кубка Украины.
В 2007 году перешёл в амбициозный киевский «Локомотив», с которым сходу выиграл золото чемпионата Украины и приз лучшему игроку Суперлиги. Однако уже в середине следующего сезона в «Локомотиве» разгорелся финансовый кризис, вследствие которого клуб лишился шести ведущих игроков — включая Бакуна, в январе 2009 года отправившегося играть в стамбульский «Бешикташ». Летом того же года по совету Евгения Нирки, директора спортивного комплекса «Волей Град» и своего прежнего партнёра по «Локомотиву», Константин подписал контракт с клубом российской высшей лиги «А» ГУВД-«Динамо» (Краснодар).
Цвета национальной сборной Украины Константин Бакун защищал в отборочных турнирах чемпионата Европы-2009 и чемпионата мира-2010. В мае 2010 года, по окончании первого сезона в России, он отказался от выступления за сборную в отборе на Евро-2011.
Решив с краснодарским «Динамо» задачу по выходу в Суперлигу, Бакун в октябре 2010 года дебютировал в сильнейшем дивизионе российского чемпионата, но уже в рядах другой команды — новоуренгойского «Факела», где составил серьёзную конкуренцию на позиции диагонального более опытному Михаилу Бекетову.
По ходу второго сезона в «Факеле» Константин Бакун оформил российское спортивное гражданство. На предварительном этапе чемпионата-2011/12 он стал вторым по результативности среди всех игроков Суперлиги, а в одном из матчей (против «Локомотива-Изумруда») установил личный рекорд, набрав за 4 партии 39 очков при 77%-ной эффективности в атаке. В целом сезон для его команды сложился неудачно — после поражения в 1/8 финала от харьковского «Локомотива» «Факел» отправился в плей-аут, в матчах которого Бакун не участвовал из-за травмы позвоночника. В апреле 2012 года спортсмену была сделана операция в Мюнхене.
Вернувшись в строй, Константин Бакун продолжал играть за «Факел» в течение ещё двух сезонов. В чемпионате России-2013/14 он стал лучшим по результативности после предварительного этапа и пятым по итогам всего турнира. В октябре 2014 года принял решение покинуть «Факел» и подписал контракт с сургутским клубом «Газпром-Югра». В сезоне-2014/15 «Газпром-Югра» добилась высшего достижения за всё время участия в чемпионатах России, заняв 4-е место, а сам Константин в споре самых результативных игроков Суперлиги уступил только чеху Яну Штокру.
В декабре 2015 года Константин Бакун получил вызов от Владимира Алекно в сборную России. Комментируя приглашение, Алекно сказал: «Бакун показал на старте сезона тот волейбол, который мне импонирует. Шанса в сборной он не имел, сменив в своё время гражданство. Сейчас вакансия натурализованного игрока свободна, и мы должны как минимум познакомиться». 5 января 2016 года на европейском олимпийском квалификационном турнире в Берлине Бакун провёл первый официальный матч за национальную команду России, в котором она одержала победу над сборной Финляндии.
В сезоне-2015/16 Константин Бакун никого и близко не подпустил к званию лучшего атакующего игрока Суперлиги, заработав в 26 матчах чемпионата 578 очков (22,2 в среднем за игру при эффективности нападения 53 %). В составе «Газпрома-Югры» он также стал финалистом Кубка Европейской конфедерации волейбола, но решением тренерского штаба вместе с ещё тремя игроками не был включён в заявку на ответный домашний матч. Летом 2016 года выступал за сборную России на Мировой лиге и Олимпийских играх в Рио-де-Жанейро.
В сезоне-2016/17 играл за московское «Динамо», с которым завоевал серебряную медаль чемпионата России, а в следующем — за «Белогорье» и стал победителем Кубка CEV. Весной 2018 года перешёл в новосибирский «Локомотив» и вернулся в сборную России, сыграв за неё 8 матчей в Лиге наций. В 2020 году вместе с «Локомотивом» стал чемпионом России. В сезоне-2020/21 выступал за «Эр-Райян» в чемпионате Катара и за СК «Катар» в розыгрыше национального Кубка.

## Достижения
- Чемпион Украины (2005/06, 2007/08), серебряный (2006/07) и бронзовый (2004/05) призёр чемпионатов Украины.
- Финалист Кубка Украины (2005, 2006).
- Чемпион России (2019/20), серебряный призёр чемпионата России (2016/17).
- Обладатель Кубка Европейской конфедерации волейбола (2017/18).

## Личная жизнь
Константин Бакун окончил Донецкий национальный университет экономики и торговли имени М. И. Туган-Барановского.
Женат на Анне Бакун (Новак), в прошлом волейболистке черкасского «Круга», с которой познакомился в период выступлений за «Азот-Спартак». В семье двое детей — Алина и Дмитрий.